# Zastava otoka Norfolka
Zastava otoka Norfolka je usvojena 17. siječnja 1980. Zastava se sastoji od tri vertikalna polja, rubna su zelena, a središnje bijelo. U sredini zastave nalazi se Norfolski bor ili Sobna jelica (Araucaria heterophylla).